# Mường Chiên
Mường Chiên là một xã thuộc huyện Quỳnh Nhai, tỉnh Sơn La, Việt Nam.
Xã có tổng diện tích tự nhiên là 8.218,30ha, gồm 03 bản, tổng số hộ 424 hộ, có 1.745 nhân khẩu, có 100% dân tộc Thái sinh sống, trung tâm xã cách trung tâm huyện Quỳnh Nhai 46 km về phía bắc, tiếp giáp với các xã, vị trí như sau:
- Phía Bắc giáp xã Cà Nàng.
- Phía Đông giáp xã Chiềng Khay và xã Mường Giôn.
- Phía Nam giáp xã Pá Ma Pha Khinh.
- Phía Tây giáp huyện Tủa Chùa, tỉnh Điện Biên